# Canton de Saint-Amant-Roche-Savine
Le canton de Saint-Amant-Roche-Savine est une ancienne division administrative française située dans le département du Puy-de-Dôme en région Auvergne.

## Géographie
Ce canton est organisé autour de Saint-Amant-Roche-Savine dans l'arrondissement d'Ambert. Son altitude varie de 470 m (Bertignat) à 1 215 m (Le Monestier) pour une altitude moyenne de 859 m.

## Histoire
- De 1833 à 1848, les cantons de Saint-Amant-Roche-Savine et de Saint-Germain-l'Herm avaient le même conseiller général. Le nombre de conseillers généraux était limité à 30 par département[1].
- Le canton a été supprimé à la suite du redécoupage des cantons du Puy-de-Dôme, appliqué le 25 février 2014 par décret ; les cinq communes intègrent le canton des Monts du Livradois[2].

## Représentation

### Conseillers généraux de 1833 à 2015
| Période | Période      | Identité                                                    | Étiquette                        | Qualité                                                                                                   |
| ------- | ------------ | ----------------------------------------------------------- | -------------------------------- | --- |
| 1833    | 1855 (décès) | Louis Jean Teyras de Grandval (1792-1855)                   |                                  | Juge de paix, maire de Saint-Amant-Roche-Savine                                                           |
| 1855    | 1866 (décès) | François Teyras de Grandval (1814-1866) (fils du précédent) |                                  | Juge de paix, maire de Saint-Amant-Roche-Savine                                                           |
| 1866    | 1871         | Charles Teyras de Grandval (1818-1879) (frère du précédent) |                                  | Propriétaire, maire de Saint-Amant-Roche-Savine (1874-1878)                                               |
| 1871    | 1880         | Louis Chaslus                                               | Droite                           | Conseiller à la cour d'appel de Riom                                                                      |
| 1880    | 1886 (décès) | Thomas Costes                                               | Centre gauche                    | Banquier Député (1876-1885)                                                                               |
| 1886    | 1892         | Jean Antoine Eugène Pileyre                                 | Républicain                      | Médecin, maire de Saint-Amant-Roche-Savine (1892-1893)                                                    |
| 1892    | 1918 (décès) | Jean-Antoine Chometon                                       | Radical                          | Directeur d'école en retraite Maire de Grandval                                                           |
| 1918    | 1919         | siège vacant                                                |                                  | |
| 1919    | 1939 (décès) | Jean Archimbaud                                             | Radical                          | Notaire à Saint-Amant-Roche-Savine, conseiller d'arrondissement                                           |
| 1939    | 1940         | François Pouget                                             | Radical                          | Agriculteur Maire de Grandval                                                                             |
|         |              |                                                             |                                  | |
| 1942    | 1945         | Raymond Granet (1902-1995)                                  |                                  | Marchand de vins et aubergiste Maire du Monestier (1935-1945) Nommé conseiller départemental en 1942      |
|         |              |                                                             |                                  | |
| 1945    | 1967         | Jean-Antoine Pourtier                                       | UDSR puis Radical                | Journaliste Député (1947-1951) Maire de Saint-Amant-Roche-Savine                                          |
| 1967    | 1979         | Jean-Claude Audry                                           | Républicain indépendant puis UDF | Audioprothésiste Conseiller municipal de Saint-Amant-Roche-Savine                                         |
| 1979    | 2004         | André Chassaigne                                            | PCF                              | Principal de collège Député depuis 2002 Maire de Saint-Amant-Roche-Savine (1983-2010) Conseiller régional |
| 2004    | 2015         | Jean-Luc Coupat                                             | apparenté PS                     | Fonctionnaire Maire de Saint-Éloy-la-Glacière élu en 2015 dans le Canton des Monts du Livradois           |

### Conseillers d'arrondissement (de 1833 à 1940)
| Période                                  | Période      | Identité                                        | Étiquette           | Qualité |
| ---------------------------------------- | ------------ | ----------------------------------------------- | ------------------- | --- |
| 1833                                     | 1853 (décès) | Jean Baptiste Chassaigne (1790-1853)            |                     | Notaire, maire de Saint-Amant-Roche-Savine                                                                  |
| 1855                                     | 1871         | Charles Guillaume Roche-Daval                   |                     | Maire de Saint-Amant-Roche-Savine                                                                           |
| 1871                                     | 1880         | Louis Dousson                                   |                     | Greffier de la justice de paix, adjoint au maire de Saint-Amant-Roche-Savine                                |
| 1880                                     | 1886         | Eugène Jean Antoine Pascal Pilleyre (1845-1914) |                     | Docteur en médecine à Saint-Amant-Roche-Savine                                                              |
| 1886                                     | 1892         | Antoine Claustre                                |                     | Maire de Bertignat                                                                                          |
| 1892                                     | 1913         | Victor Antoine Béal-Laroche                     | Républicain Radical | Négociant aux Plaines, maire de Bertignat                                                                   |
| 1913                                     | 1919         | Jean Archimbaud                                 | Radical             | Notaire à Saint-Amant-Roche-Savine                                                                          |
| 1919                                     | 1926 (décès) | Antoine Dissard                                 | Radical             | Maire de Bertignat                                                                                          |
| février 1926                             | 1937         | Jules Fonlupt                                   | SFIO puis Soc.ind.  | Maire de Saint-Amant-Roche-Savine                                                                           |
| 1937                                     | 1940         | Gilbert Roussel                                 | SFIO                | Forgeron, maréchal-ferrant, maire de Saint-Amant-Roche-Savine, Président du Conseil d'arrondissement        |
| 1940                                     |              |                                                 |                     | Les conseils d'arrondissement ont été suspendus par la loi du 12 octobre 1940 et n'ont jamais été réactivés |
| Les données manquantes sont à compléter. |              |                                                 |                     | |

## Composition
Le canton de Saint-Amant-Roche-Savine groupait 5 communes et comptait 1 375 habitants en 2012 (population municipale).
| Nom                                  | Code Insee | Intercommunalité          | Population (dernière pop. légale) |
| ------------------------------------ | ---------- | ------------------------- | --------------------------------- |
| Saint-Amant-Roche-Savine (chef-lieu) | 63314      | CC Ambert Livradois Forez | 523 (2014)                        |
| Bertignat                            | 63037      | CC Ambert Livradois Forez | 460 (2014)                        |
| Grandval                             | 63174      | CC Ambert Livradois Forez | 110 (2014)                        |
| Le Monestier                         | 63230      | CC Ambert Livradois Forez | 206 (2014)                        |
| Saint-Éloy-la-Glacière               | 63337      | CC Ambert Livradois Forez | 59 (2014)                         |

## Démographie
| 1962  | 1968  | 1975  | 1982  | 1990  | 1999  | 2006  | 2011  | 2012  |
| ----- | ----- | ----- | ----- | ----- | ----- | ----- | ----- | ----- |
| 2 308 | 2 039 | 1 786 | 1 554 | 1 420 | 1 375 | 1 365 | 1 379 | 1 375 |